# Tomoya Ōsawa (Fußballspieler, 1984)
Tomoya Ōsawa (japanisch 大沢 朋也 Ōsawa Tomoya; * 22. Oktober 1984 in der Präfektur Saitama) ist ein ehemaliger japanischer Fußballspieler.

## Karriere
Ōsawa erlernte das Fußballspielen in der Schulmannschaft der Teikyo High School. Seinen ersten Vertrag unterschrieb er 2003 bei den Omiya Ardija. Der Verein spielte in der zweithöchsten Liga des Landes, der J2 League. 2004 wurde er mit dem Verein Vizemeister der J2 League und stieg in die J1 League auf. 2006 wechselte er zum Drittligisten Sagawa Express Tokyo (heute: Sagawa Shiga FC). Für den Verein absolvierte er 174 Ligaspiele. 2013 wechselte er zum Ligakonkurrenten Kamatamare Sanuki. 2013 wurde er mit dem Verein Vizemeister der Japan Football League und stieg in die J2 League auf. Für den Verein absolvierte er 65 Ligaspiele. Ende 2017 beendete er seine Karriere als Fußballspieler.